# Лебединское железорудное месторождение
Лебединское железорудное месторождение — железорудное месторождение в Белгородской области, вблизи города Губкина, на территории Старо-Оскольского железорудного района Курской магнитной аномалии, находящееся на балансе ОАО «Лебединский ГОК». Было открыто в 1956 году, разработка богатых железных руд ведётся с 1959 года, с 1973 года разрабатывается залежь железистых кварцитов. Разведанные запасы железной руды составляют 4,3 миллиарда тонн при содержании Fe 44,6 %. Рудная залежь размером полтора на два километра залегает на глубине пятидесяти — ста шестидесяти метров (верхняя граница). Основные рудные минералы — магнетит, гематит. Разработка ведется открытым способом. Средняя годовая добыча более тридцати восьми миллионов тонн руды. Главные административные и промышленные центры разработки находятся в Губкине и Старом Осколе.

## Участки
Месторождение состоит из трёх участков: Центрального, Южно-Лебединского и Сретенского. Центральный участок представляет собой широкое поле железистых кварцитов, собранных в систему изоклинальных сильно сплюснутых складок северо-западного направления. Южно-Лебединский участок сложен также железистыми кварцитами железорудной свиты, залегающими в крыле сплюснутой антиклинальной складки северо-западного направления. На Сретенском участке железистые кварциты являются крылом крупной синклинальной структуры. Структура месторождения осложнена разрывными нарушениями и дайками основного и кислого состава. На месторождении установлено наличие шести плащеобразных горизонтальных залежей остаточных богатых железных руд. Наиболее крупная из них приурочена к широкому полю железистых кварцитов Центрального участка.

## Разработка

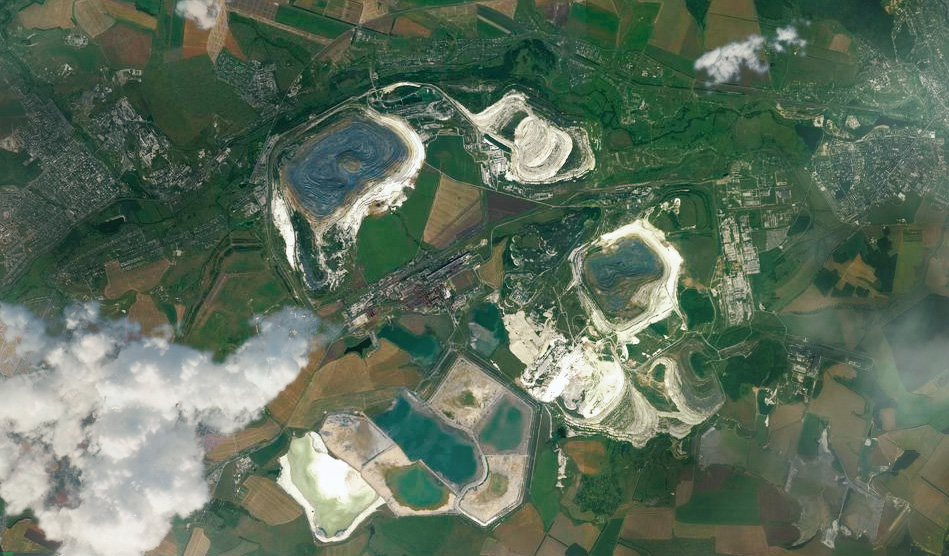
Карьеры по добыче железной руды между Губкином и Старым Осколом. Самое большое тёмное пятно — карьер ЛГОКа.

Постановлением Правительства СССР от 20 июля 1967 года было принято решение о строительстве в городе Губкине горно-обогатительного комбината на базе Лебединского месторождения железных руд. В 1971 году введён в эксплуатацию Лебединский кварцитный карьер. В 1972 году Лебединский ГОК, получивший своё название по имени месторождения, дал первую продукцию — железорудный концентрат. ГОК является крупнейшим производителем товарного горячебрикетированного железа (ГБЖ) в СНГ. В 2005 году комбинат выпустил 20,5 млн т концентрата, в том числе 10 млн т железорудных окатышей.
Максимальная ширина карьера Лебединского ГОКа — пять километров, глубина — шестьсот метров. В воздухе над Лебединским и расположенным по соседству Стойленским карьерами почти постоянно висит овальное пылевое облако радиусом около сорока км. В связи с постоянным откачиванием из карьеров грунтовых вод образовалась депрессионная (обессушивающая) воронка площадью около трёхсот квадратных километров. Максимальные понижения уровней подземных вод на карьерах и шахтах в городах Губкине и Старом Осколе составляют двести — двести пятьдесят метров.
На площади прямого нарушения земель горнодобывающего комплекса (ЛГОК, СГОК, ОЭМК и др.) из пятидесяти — шестидесяти видов широко распространённых здесь ранее травянистых растений приспосабливаются к новым условиям существования только шесть или семь. В зоне запылённости интенсивностью от пятисот до семисот килограммов на гектар в год жизнеспособность сохраняется только у десяти — двенадцати видов диких трав. Такой уровень запылённости неизбежно приводит к сокращению популяций насекомых и мелких растительноядных животных. Видовой состав птиц уже сократился на 70—80 %, также сократилось и их количество, а копытные животные и хищники исчезли практически полностью.

## Типы железистых кварцитов
Кварцит — горная порода, состоящая главным образом из кварца. Образование кварцита связано с уплотнением и цементацией первичных кварцевых песков, переформировавшихся в результате этих процессов в кварцевые песчаники, метаморфическое изменение которых приводит к образованию кварцита. Так называемые вторичные кварциты образуются в результате воздействия газовых или гидротермальных выделений магматических интрузий на магматогенные или осадочные породы.
Кварциты от песчаников отличаются отсутствием цемента и представляют собой плотную породу, характеризующуюся раковистым изломом. В зависимости от минералов-примесей различают кварциты слюдяные, хлоритовые, гранатовые, полевошпатовые и т. д. Количество примесей в кварците не более 20 %. Окраска светлая, иногда белая. Примеси придают кварциту различные оттенки.
Кварциты характеризуется высокой плотностью; предел прочности при сжатии составляет 1000—1400 кг/см2 и выше. Удельный вес — 2,6 г/см3. Огнеупорность — 1750—1760 °С.
Наиболее крупным потребителем кварцита является огнеупорная промышленность и металлургия (динас, флюс). Кварциты используется в строительстве в виде щебня для бетона, реже применяется в качестве облицовочного материала и бута.
Встречается кварцит в разных странах и бывает различной цветовой гаммы — от белого, розового, серого до тёмно-вишнёвого и чёрного цвета — в зависимости от концентрации в кварците тех или иных микроэлементов.
В связи с содержанием других минералов выделяют разновидности кварцитов: слюдистые, гранатовые, яшмовидные кварциты, прожилково-пянистый амфиболовый кварцит. По трещинам в структуре кварцита проходят тонкие кварцевые жилы, которые насыщают кварцит, и он приобретает сетчатый облик. Образование кварцита связано с перекристаллизацией песчаников и других кремнистых осадочных пород.
Граница между богатыми рудами и кварцитами чаще всего чёткая. По степени окисления и технологическим свойствам железистые кварциты разделяют на неокисленные (Feраст/Feмаг > 0,6), полуокисленные (Feраст/Feмаг =0,6—0,3) и окисленные (Feраст/Feмаг < 0,3). Неокисленные кварциты слагают 93,7 % запасов месторождения.
Залежь неокисленных кварцитов имеет сложное строение, характеризуется частым переслаиванием различных минералогических разновидностей железистых кварцитов и наличием прослоев сланцев, на ряде участков она пересекается большим количеством даек диорит-порфиритов. Мощность пластов и пачек отдельных типов кварцитов от 1—2 до 10—20 м, изредка достигает 50 м; мощность даек изменяется от 10 до 20 м. Полуокисленные кварциты (0,7 % запасов) образуют подзону неполного окисления железистых кварцитов. На месторождении выделяют восемь разобщённых линзообразных залежей полуокисленных кварцитов площадью от 16 до 550 тыс. м2 и общей площадью 1,5 км², мощность их достигает 27,2 м, составляя в среднем 4,5 м. Почва и кровля залежей неровные, с уступами и впадинами. Рудоносность полуокисленных кварцитов на всех участках почти одинакова.
Окисленные кварциты представляют собой подзону полного окисления железистых кварцитов, которая сплошной покровной залежью перекрывает окисленные и полуокисленные кварциты. Мощность их колеблется от 0,2 до 56 м. На долю окисленных кварцитов приходится 5,6 % запасов. Основные породообразующие минералы железистых кварцитов — кварц, магнетит, рудная слюда; в разных залежах присутствуют магнезиально-железистые алюмосиликаты. В зависимости от минерального состава и количественного соотношения минералов, железистые кварциты подразделяются на четыре типа: магнетитовые (47,5 % общих запасов), силикатно-магнетитовые (37,2 %), железнослюдково-магнетитовые (14,6 %), а также слаборудные кварциты (0,7 %).
Месторождения кварцитов тонкозернистые, размеры зёрен в среднем равны 0,05—0,08 мм, размеры агрегатов магнетита 0,1—0,5 мм. В зависимости от минералогического состава материнских пород на месторождении выделяются следующие разновидности богатых руд: магнетито-мартитовые (50 %), лимонито-мартитовые и лимонитовые (25 %) и железнослюдково-мартитовые (10 % общих запасов). Главные рудообразующие минералы — мартит, магнетит, лимонит, железная слюда и кварц; второстепенные — сидерит, кальцит, хлорит, пирит. Содержание железа в рудах колеблется от 25 до 68 %. По морфологии и особенностям залежи железистых кварцитов в пределах месторождений выделяются западный, центральный, северо-восточный и юго-восточный участки.
Западная часть залежи характеризуется относительно простым строением и равномерной рудоносностью; содержание Feобщ. колеблется в блоках от 32,25 до 36,92 %; а железа, связанного с магнетитом, — от 28,54 до 29,77 %.
Центральная часть залежи имеет сложное внутреннее строение по сравнению с другими частями и характеризуется наименьшей рудоносностью, что обусловлено большим количеством даек диорит-порфиритов, наличием зон дробления и повышенным количеством сланцев в рудной зоне. При среднем объёмном количестве даек в контуре, равном 3,3 %, в центральной части количество их составляет 6,3—12,7 % от общего объёма. Содержание Feобщ. в блоках колеблется от 32,70 до 34,06 %, а железа, связанного с магнетитом, — от 26,36 до 28,30 %. На участке замыкания центральной антиклинали, на границе со сланцами, наблюдается обеднение железистых кварцитов — содержание Feраст снижается до 22—25 %, а связанного с магнетитом — до 16,2-18,2 %.
Северо-восточная часть залежи характеризуется сложным строением и относительно высокой рудоносностью. Содержание Feобщ. составляет 34,52—36,10 %, а связанного с магнетитом — 27,60—29,38 %. Наиболее высокое содержание Feобщ. (38,27—39,39 %) и связанного с магнетитом (33,10—33,77 %) наблюдается в северо-восточной части месторождения. Юго-восточная часть залежи характеризуется относительно простым строением. Но в её пределах развито наибольшее количество даек диорит-порфиритов.
Общая рудоносность по строению структуры юго-восточной части выдержана. Содержание Feобщ. в блоках составляет от 33,4 до 34,84 %, а связанного с магнетитом — от 27,3 до 28,55 %. Здесь так же, как и в центрально части залежи, наблюдается обеднение железистых кварцитов.
Силикатно-магнетитовые кварциты.
Железо входит в большем или меньшем количестве в состав всех как изверженных, так и осадочных горных пород, но под термином железных руд понимают такие скопления железистых соединений, из которых в больших количествах и с выгодой в экономическом отношении может быть получено металлическое железо. Железные руды встречаются лишь на ограниченных пространствах и только в известных местностях. По химическому составу железные руды представляют собой окиси, гидраты окисей и углекислые соли закиси железа, встречаются в природе в виде разнообразных рудных минералов, из которых главнейшие: магнитный железняк или магнетит, железный блеск (и плотная его разновидность — красный железняк), бурый железняк, к которому относятся болотные и озёрные руды, наконец, шпатоватый железняк и его разновидность сферосидерит. Обыкновенно каждое скопление названных рудных минералов представляет смесь их, иногда весьма тесную, с другими минералами, не содержащими железа, как, например, с глиной, известняком или даже с составными частями кристаллических изверженных пород. Иногда в одном и том же месторождении встречаются некоторые из этих минералов совместно, хотя в большинстве случаев преобладает какой-нибудь один, а другие связаны с ним генетически.
Кварциты шестого железистого горизонта прослеживаются по всему месторождению и образуют две залежи — восточную и западную. Залежи разделены породами седьмого сланцевого горизонта. Протяжённость восточной залежи — 2400 м, западной — 1400 м.
Мощность восточной толщи изменяется от 200 м в южной части месторождения до 600—800 м в центральной части и до 80—160 м в северной.
Мощность западного колеблется в пределах от 100—250 м до 400—450 м. Среднее содержание железа общего — 34,91 %, магнетитового — 27,53 %
Кварциты пятого железистого горизонта распространены только в восточной части месторождений.
Среднее содержание в них железа общего — 35,6 %, магнетитового — 31,86 %.
Внутреннее строение рудного тела пятого и шестого железистых горизонтов неоднородное.
Некондиционные прослои мощностью до десяти м составляют 2,8 % объёма рудного тела.
В верхней части кварциты окислены. Как полезное ископаемое они не оценены и отнесены к породам скальной вскрышки.
Железистые кварциты пятого и шестого железистых горизонтов являются технологическим типом, представленным силикатно-магнетитовой разновидностью.
Содержание железа общего с учетом засорения — 35,6 %, магнетитового — 25,68 %.
Магнетитовые и гематитомагнетитовые кварциты.
Магнетит Fe304 и гематит Fe203, содержащиеся в железистых кварцитах, относятся к потенциально реакционноспособным. Поэтому возможность применения в качестве заполнителей материалов, содержащих такие минералы, должна быть установлена специальными исследованиями. Опыты показали, что образующийся в процессе твердения бетона аморфный гидроксид железа экранирует расположенные на поверхности заполнителей железосодержащие минералы, практически исключая их участие в дальнейшем синтезе новообразований. Об этом свидетельствует и отсутствие коррозионных явлений в конструкциях из бетона на заполнителях из железной руды.
Основным критерием при оценке качества мелкого заполнителя является его влияние на водопотребность смеси и прочность бетона. При одинаковом гранулометрическом составе водопотребность песка из отходов обогащения железных руд несколько больше, чем природного, что объясняется повышенной шероховатостью поверхности его зерен. Чем крупнее породообразующие зерна, то есть выше степень метаморфизма породы, тем больше шероховатость и водопотребность крупных зерен песка. Однако с уменьшением размеров зерен кварцево-железистых песков заполнители приобретают в основном мономинеральный состав, гладкую поверхность, и их водопотребность становится практически аналогичной зернам природного песка. С уменьшением модуля крупности природного песка и увеличением содержания в нём глинистых и илистых примесей возможна его замена на искусственный аналогичного гранулометрического состава.
Целесообразно применение мелкозернистых отходов в качестве заполнителей песчаного бетона, так как предел прочности при сжатии, модуль упругости, сцепление с арматурой, водонепроницаемость и морозостойкость такого бетона выше, чем бетона на природном песке. Использование кварцево-железистых песков в качестве мелкого заполнителя увеличивает среднюю плотность песчаного бетона на 100—250 кг/м3, а обычного — на 50—100 кг/м3.
Железистые минералы улучшают при нормальном твердении адгезионные свойства поверхности заполнителей, поэтому кварцево-железистые пески эффективнее использовать в бетонах, твердеющих в естественных условиях. В бетонах с крупным заполнителем адгезионные свойства мелкого заполнителя мало влияют на прочность бетона. Однако с увеличением его удельной поверхности повышается водопотребность бетонной смеси и ухудшается сцепление раствора с крупным заполнителем. В связи с этим замена в крупнозернистых бетонах местного природного песка искусственным возможна только при меньшей водопотребности последнего или при соответствующем экономическом обосновании.
При одинаковых исходных условиях введение пластифицирующих добавок продуктивнее в мелкозернистую бетонную смесь на искусственном песке, чем на природном, так как при этом существенно улучшается её удобоукладываемость. Однако при этом уменьшается прочность бетона, что объясняется ухудшением адгезионной способности железосодержащих минералов. Поэтому более эффективны добавки суперпластификаторов.
В качестве строительного песка применяют также отсевы, получаемые при дроблении на щебень кварцитовых пород.
Отходами горно-обогатительных комбинатов можно полностью заменить обычные кондиционные заполнители в тяжелом бетоне и обеспечить достижение его проектных свойств без перерасхода цемента. Негативные особенности бетонных смесей на мелком заполнителе из отходов обогащения руд, например пониженную пластичность и водоудерживающую способность, можно ликвидировать введением добавок ПАВ, регулирующих соответствующие свойства.
Остроугольная форма и рельефная поверхность зерен обеспечивают более высокое сцепление искусственных песков, чем речных, что положительно сказывается на прочности бетона. Так, исследованиями установлено, что прочность бетонов при неизменных составах на мелких заполнителях из отходов обогащения Криворожских горнообогатительных комбинатов на 20 % выше прочности бетона, приготовленного на днепровском песке. Увеличение прочности компенсирует возможное увеличение расхода цемента при замене кварцевого песка отходами обогащения вследствие роста водопотребности бетонных смесей. Стоимость заполнителей из отходов обогащения, как правило, существенно ниже, чем природных. В условиях Криворожского бассейна фракционированные отходы горно-обогатительных комбинатов в 6—10 раз дешевле привозного песка. При их применении себестоимость 1 м3 железобетонных изделий снижается на 10 %.
Отходы, получаемые при обогащении руд, могут полностью заменять также кварцевый песок в строительных растворах. Они особенно эффективны в штукатурных растворах, где нежелательно присутствие частиц заполнителя крупнее 2,5 мм. Высокая средняя плотность некоторых составов таких растворов позволяет применять их в рентгенозащитных штукатурках. Средняя плотность растворов на заполнителях из шламов обогащения примерно на 22 % больше средней плотности растворов на кварцевом песке.